# Lycée Alexandre Dumas
Das Lycée Alexandre Dumas (ehemals Lycée Florent-Schmitt) ist ein französisches Gymnasium in Saint-Cloud im Departement Hauts-de-Seine in der Region Île-de-France. Es handelt sich um eine öffentliche Schule, die Italienisch, Chinesisch, Englisch, Spanisch, Deutsch und Portugiesisch sowie Vorbereitungsklassen in allgemeiner Wirtschaftslehre anbietet.
Sie erzielt sehr zufriedenstellende Ergebnisse im Abitur in Naturwissenschaften, Literatur und Wirtschaft.
Im Jahr 2019 wird sie die neue Reform mit neun Fachrichtungen einführen.

## Ehemalige Schüler
- Marine Le Pen (* 1968), französische Juristin und Politikerin